# Космос-2151
Космос-2151 је један од преко 2400 совјетских вјештачких сателита лансираних у оквиру програма Космос.
Космос-2151 је лансиран са космодрома Плесецк, СССР, 13. јуна 1991. Ракета-носач Циклон-3 је поставила сателит у орбиту око планете Земље. Маса сателита при лансирању је износила 2000 килограма. Космос-2151 је био сателит намијењен за електронско извиђање, јављање и навођење.